# Ozarba catilina
Ozarba catilina är en fjärilsart som beskrevs av Druce 1889. Ozarba catilina ingår i släktet Ozarba och familjen nattflyn. Inga underarter finns listade i Catalogue of Life.